# Tropina deidrogenasi
La tropina deidrogenasi è un enzima appartenente alla classe delle ossidoreduttasi, che catalizza la seguente reazione:
tropina + NADP+ ⇄ tropinone + NADPH + H+
L'enzima ossida anche altri tropan-3α-oli, ma non i corrispondenti β. Questo enzima, come la tropinone reduttasi propriamente detta (o TR-II), agisce ad un punto chiave del metabolismo dei tropano alcaloidi. La tropina (prodotto di questo enzima) è incorporata nella isociamina e nella scopolamina, mentre la pseudotropina (prodotto della TR-II) è il primo metabolita specifico del pathway delle calistegine. I due enzimi sono sempre presenti insieme in tutte le specie che producono tropano-alcaloidi, hanno un substrato comune (il tropinone) e sono strettamente stereospecifici.